# Louis Laufray
Louis Alexandre Laufray (Charenton-le-Pont, 1º ottobre 1881 – Champcueil, 4 febbraio 1970) è stato un nuotatore e pallanuotista francese.

## Carriera
Partecipò alle Olimpiadi di Parigi 1900 nelle Libellule de Paris, una delle quattro squadre rappresentante la Francia nel torneo di pallanuoto. La squadra francese passò il primo turno senza disputare l'incontro, a causa del ritiro degli inglesi dell'Osborne Swimming Club #2, ma poi, in semifinale, venne travolta 5-1 dal Brussels Swimming and Water Polo Club, aggiudicandosi il terzo gradino del podio, condiviso con la squadra dei Pupilles de Neptune de Lille #2. Nella gara dei 4000 metri stile libero fu eliminato in semifinale.

## Palmarès
- Bronzo ai Giochi olimpici di Parigi 1900